# Буфлебен
Буфлебен (нем. Bufleben) — община в Германии, в земле Тюрингия.
Входит в состав района Гота. Подчиняется управлению Миттлерес Нессеталь.  Население составляет 1058 человек (на 31 декабря 2010 года). Занимает площадь 13,17 км².